# Кошелиха (Нижегородская область)
Кошелиха — село в Первомайском районе Нижегородской области. Входит в состав Большемакателемского сельсовета.
В селе расположено отделение Почты России (индекс 607734).

## Известные уроженцы
- Карнаухов, Александр Леонтьевич (1906—1950) — советский военнослужащий, один из организаторов восстания в концентрационном лагере «Бухенвальд»[3].